# Kasumo
Der Kasumo (auch: Gasumo) ist der südlichste Quellfluss des Nils bzw. des Weißen Nils, des längsten Flusses der Erde.

## Lage
Der Kasumo, was Wasserfall oder Bergbach bedeutet, entspringt in den Bergen Burundis unterhalb des Berges Kikizi auf 2440 m Höhe. Seine geographischen Daten sind 3°54‘47"S und 29°50‘22"E.

## Kartographierung
Diese Quelle, genauer: zwei „kaum ½ m breite Rinnsale“, war zwar bereits 1893 von dem österreichischen Afrikaforscher Oskar Baumann als erstem Europäer während seiner „Massai-Expedition“ aus etwa 1 km Entfernung „in reinen Regenschluchten“ bestimmt, aber nicht genauer benannt oder kartographiert worden. Baumann spricht lediglich davon, dass er die Quellen des Nils – anders als Henry Morton Stanley 1874 – erreicht habe und dass es von „nebensächlicher Bedeutung“ sei, „welche der beiden Quellen als Ruvuvu, als Nil zu bezeichnen sei“.
Es gelang dann erst am 12. November 1937 dem deutsch-belgischen Afrikaforscher und Ethnologen Burkhart  Waldecker  die südlichste Quelle des Nils zu finden und zu kartographieren. Er errichtete an dieser Quelle eine drei Meter hohe Steinpyramide mit einer Gedenktafel.
Der Kasumo geht in die folgenden Flüsse und Seen über:  Mukasenyi → Kigira → Luvironza → Ruvuvu (Nilpferdfluss) → Kagera-Nil (schiffbar) → Viktoria-See → Victoria-Nil → Kyogasee →
Kyoga-Nil → Albertsee → Albert-Nil → Bahr al-Dschabal → Weißer Nil → Nil → Mittelmeer.